# Work (Rihanna-Lied)
Work ist ein Lied der barbadischen Sängerin Rihanna in Zusammenarbeit mit dem kanadischen Rapper Drake. Es wurde am 27. Januar 2016 als Lead-Single von Rihanna achtem Studioalbum Anti veröffentlicht. Der Song erreichte in mehreren Singlecharts Platz 1 und war bei den Grammy Awards 2017 in den Kategorien Record of the Year und Best Pop Duo/Group Performance nominiert. Der Song ist in einer Mischung aus jamaikanischen Patois und Bajan Kreol verfasst und nimmt damit Bezug auf die karibische Herkunft Rihannas.

## Hintergrund
Work wurde von Allen Ritter, Aubrey Graham, Jahron Anthony Brathwaite, Matthew Samuels, Monte Moir, R. Stephenson, Rihanna und Rupert Thomas geschrieben und von Matthew "Boi-1da" Samuels und Kuk Harrell produziert. Thomas, Boi-1da und Brathwaite sind Kanadier mit jamaikanischen Background und sprechen Patois. Die Abmischung übernahm Manny Marroquin, Noah Shebib und Noel Campbell. Im Sommer 2015 trafen sich unter anderem Thomas, Ritter, Boi-1a und Mason in Drakes Haus in Los Angeles, wo sie einige Tage miteinander arbeiteten und Ideen austauschten. Thomas entwarf einen Dancehall-beeinflussten Beat und spielte diesen Boi-1da vor. Dieser reagierte positiv und hatte die Idee, einen Oldschool-Dancehall-Rhythmus zu sampeln. Als die Musik des Liedes fertig war, schickte Boi-1da diese zu Brathwaite, der den Text dazu schrieb. Nachdem Drake den Song gehört hatte, entschied er sich, eine Strophe zu diesem beizutragen. Kurz danach besuchte Brathwaite Rihanna in ihrem Haus in Malibu und spielte ihr das Lied vor.
Rihannas Gesang wurde von Marcos Tovar und Kuk Harrell in den Westlake Recording Studios in Los Angeles aufgenommen. Den Rappart von Drake nahm dieser in den Sandra Gale Studios in Kalifornien und in den SOTA Studios in Toronto auf. Das Mastering wurde von Chris Gehringer in den Sterling Sound in New York City vorgenommen. Work ist nach What’s My Name? und Take Care die dritte Zusammenarbeit zwischen Rihanna und Drake.

## Komposition
Von verschiedenen Medien wird Work den Genres Dancehall, Reggae-Pop und Contemporary R&B zugeordnet. Der im Viervierteltakt und gis-Moll komponierte Song hat ein Tempo von 92 Schlägen pro Minute. Rihannas Stimmumfang reicht von F♯3 bis G♯4. Die Instrumentation besteht aus dem Piano, Schlagzeug und Flöten. Ebenso wird eine automatische Tonhöhenkorrektur (Auto-Tune) benutzt.
Textlich handelt Work von der Arbeit nur für den Lohn, ganz egal was sonst noch im Leben vor sich geht. Zusätzlich behandelt das Lied eine „fragile Beziehung“.

## Kritiken
Im deutschsprachigen Raum wurde Work eher negativ aufgenommen. Laut Jeremias Heppeler von Laut.de „enttäuscht die Single vollends in Sachen Songwriting und Größe“. Seiner Meinung ist die Komposition „weder Fisch noch Fleisch, weder Experiment noch Hit, sondern schnell abgenutzter Pop für die Generation Youtube“. Für Johannes Mihram von Plattentests.de weist die Single „keine hittauglichen Merkmale“ auf. Ähnlich bewertet Matthias Reichel von Cdstarts.de die Single, „Work taugt nicht als ein Song, an den sich der Hörer in ein paar Wochen noch erinnern wird“ so der Kiritker in der Albumrezension zu Anti. Joe Lynch vom Billboard schrieb, dass „die minimale Produktion die Erwartungen zerstört, die man an einem Popstar hat, der sein lange verzögertes Album veröffentlicht“.

## Musikvideo
Für Work wurden zwei Musikvideos aufgenommen. Die Regie im ersten Video führte Director X, die Aufnahmen fanden im Restaurant The Real Jerk in Toronto statt. Das zweite Musikvideo wurde von Tim Erem in Los Angeles gedreht. Als offizielles Musikvideo wurde ein Zusammenschnitt beider gedrehter Versionen mit einer Länge von 7:34 Minuten veröffentlicht. Bei YouTube wurde das Video bisher über 983 Millionen Mal aufgerufen (Stand: März 2018).
Bei den MTV Video Music Awards 2016 wurde das Musikvideo in den Kategorien Best Female Video und Beste Zusammenarbeit nominiert. Die Time listet das Musikvideo zu Work auf Platz 8 der Top 10 Popmusik-Videos 2016.

## Kommerzieller Erfolg
Work war kommerziell erfolgreich und erreichte in vielen Ländern die Top-10 der Singlecharts. In die deutschen Singlecharts stieg das Lied am 29. Januar 2016 auf Platz 31 ein. In der sechsten Chartwoche wurde mit Platz 5 die Höchstposition erreicht. Das Lied hielt sich bis zum 26. August, also 31 Wochen, in diesen Singlecharts. Für über 400.000 verkaufter Einheiten wurde Work vom Bundesverband Musikindustrie mit einer Platin-Schallplatte ausgezeichnet. In den Ö3 Austria Top 40 verpasste der Song die Top-10, in der Schweizer Hitparade wurde als höchste Platzierung der neunte Platz erreicht.
In den Billboard Hot 100 debütierte Work am 13. Februar 2016 auf Platz 9. In der fünften Chartwoche erreichte der Song Platz 1 und wurde somit Rihannas vierzehnter Nummer-eins-Hit in den Vereinigten Staaten. Sie erreichte damit den fünften Platz der Künstler mit den meisten Nummer-eins-Hits in den USA. Für Drake war dies der erste Nummer-eins-Erfolg, bereits im Mai 2016 erreichte er mit der Single One Dance erneut die Spitzenplatzierung in den Vereinigten Staaten. Work wurde von der Recording Industry Association of America mit Sechsfach-Platin ausgezeichnet. In den britischen Singlecharts verpasste Work mit Platz 2 knapp die Spitzenposition. Insgesamt konnte sich das Lied dort 42 Wochen in den Charts platzieren. Weitere Nummer-eins-Platzierungen gelangen Work in Belgien (Wallonien), Dänemark, Frankreich, Kanada, Portugal und der Slowakei.
Bei den Grammy Awards 2017 war Work in den Kategorien Record of the Year und Best Pop Duo/Group Performance nominiert, konnte aber keinen Preis gewinnen. Bei den iHeartRadio Music Awards 2017 gewannen Rihanna und Drake für ihre Zusammenarbeit die Kategorien R&B Song of the Year und Best Collaboration. Eine weitere Nominierung erhielt der Song bei den MTV Europe Music Awards 2016 (Bester Song).

### Chartplatzierungen
| ChartsChartplatzierungen       | Höchstplatzierung | Wochen |
| ------------------------------ | ----------------- | ------ |
| Deutschland (GfK)              | 5 (31 Wo.)        | 31     |
| Kanada (MC)                    | 1 (37 Wo.)        | 37     |
| Österreich (Ö3)                | 14 (17 Wo.)       | 17     |
| Schweiz (IFPI)                 | 9 (30 Wo.)        | 30     |
| Vereinigte Staaten (Billboard) | 1 (36 Wo.)        | 36     |
| Vereinigtes Königreich (OCC)   | 2 (42 Wo.)        | 42     |

| ChartsJahrescharts (2016)      | Platzierung |
| ------------------------------ | ----------- |
| Deutschland (GfK)              | 43          |
| Schweiz (IFPI)                 | 39          |
| Vereinigte Staaten (Billboard) | 4           |
| Vereinigtes Königreich (OCC)   | 9           |

| ChartsJahrescharts (2010–2019) | Platzierung |
| ------------------------------ | ----------- |
| Vereinigte Staaten (Billboard) | 53          |
| Vereinigtes Königreich (OCC)   | 90          |

### Auszeichnungen für Musikverkäufe
Work wurde weltweit mit 33× Platin und 6× Diamant ausgezeichnet. Laut dem Jahresbericht der International Federation of the Phonographic Industry (IFPI) verkaufte sich die Single alleine im Kalenderjahr 2017 über 10,6 Millionen Mal. Den Schallplattenauszeichnungen zufolge verkaufte sich Work inzwischen über 15,2 Millionen Mal.
| Land/Region                  | Auszeichnungen für Musikverkäufe (Land/Region, Auszeichnung, Verkäufe) | Verkäufe   |
| ---------------------------- | ---------------------------------------------------------------------- | ---------- |
| Australien (ARIA)            | 2× Platin                                                              | 140.000    |
| Belgien (BRMA)               | Platin                                                                 | 30.000     |
| Brasilien (PMB)              | 4× Diamant                                                             | 1.000.000  |
| Dänemark (IFPI)              | 2× Platin                                                              | 180.000    |
| Deutschland (BVMI)           | Platin                                                                 | 400.000    |
| Frankreich (SNEP)            | Diamant                                                                | 233.333    |
| Italien (FIMI)               | 3× Platin                                                              | 150.000    |
| Kanada (MC)                  | 9× Platin                                                              | 720.000    |
| Neuseeland (RMNZ)            | 4× Platin                                                              | 120.000    |
| Polen (ZPAV)                 | 3× Platin                                                              | 150.000    |
| Portugal (AFP)               | Platin                                                                 | 10.000     |
| Schweden (IFPI)              | 4× Platin                                                              | 160.000    |
| Spanien (Promusicae)         | 2× Platin                                                              | 80.000     |
| Vereinigte Staaten (RIAA)    | Diamant                                                                | 10.000.000 |
| Vereinigtes Königreich (BPI) | 3× Platin                                                              | 1.950.000  |
| Insgesamt                    | 35× Platin · 6× Diamant ·                                              | 15.323.333 |

Hauptartikel: Rihanna/Auszeichnungen für Musikverkäufe